# 久留米市野球場
久留米市野球場（くるめしやきゅうじょう）は、福岡県久留米市の久留米総合スポーツセンターにある野球場である。主に成人の硬式・軟式野球、少年野球、中学野球などに久留米市および近隣の野球プレーヤーに広く利用されている高校野球の県大会などでも利用される。
プロ野球の開催は公式戦は現在まで行われていないが、オープン戦が行われた事がある。しかし、1996年の福岡ダイエーホークス対広島東洋カープ戦以来、同球場でオープン戦は行われていない。数年に1度、福岡ソフトバンクホークス主催でウエスタン・リーグ公式戦が行われている。

## 施設について

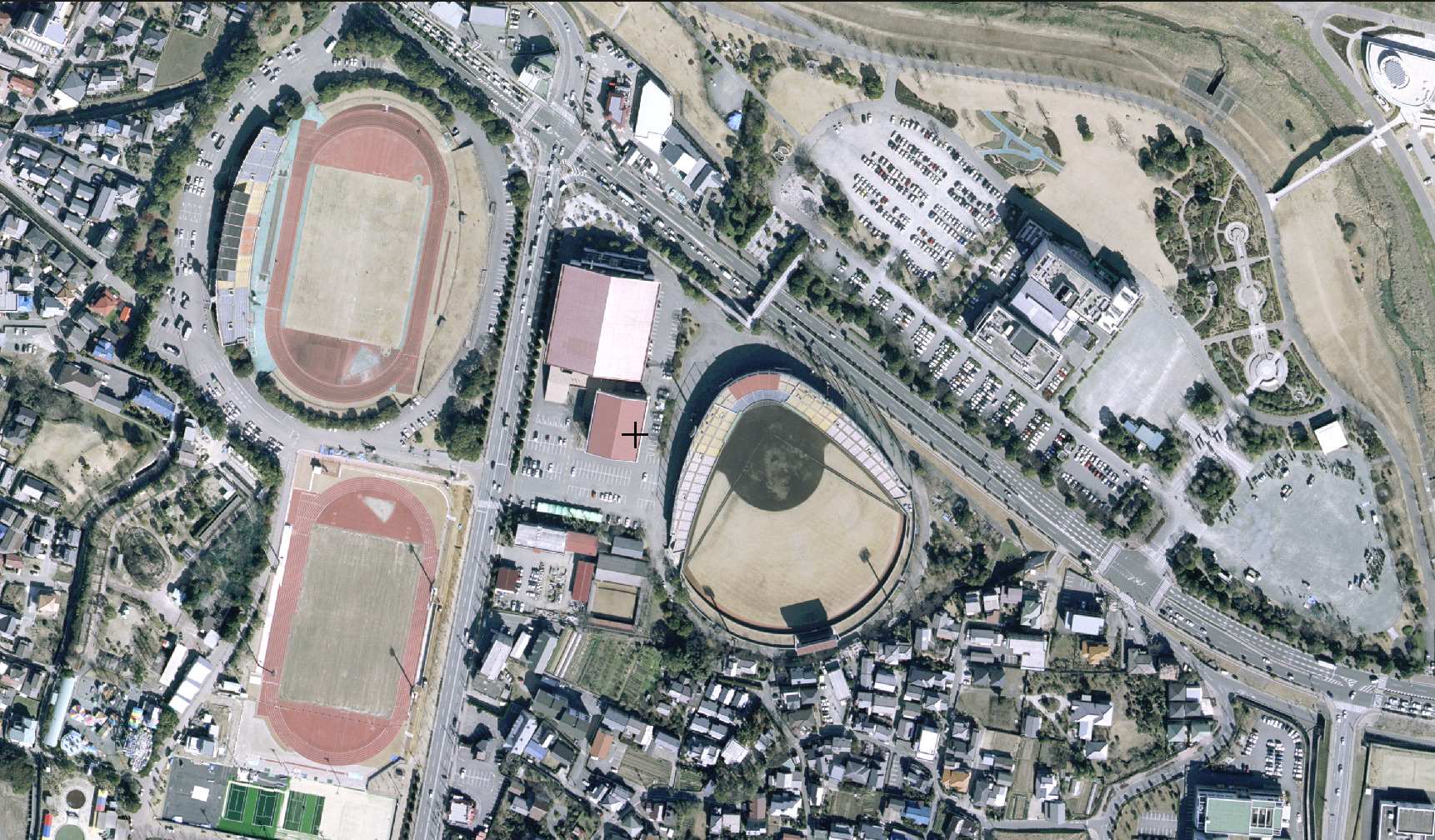
航空図

久留米市合川町に位置し、陸上競技場や久留米アリーナなどがある久留米総合スポーツセンター内にある。福岡県青少年科学館や久留米市鳥類センターが近隣にある。3塁側スタンド脇には国道210号が通り、その向こう側には久留米百年公園がある。
同球場から東に約200m程の距離にゆめタウン久留米がある。筑後川にも程近い。
西鉄バスや西鉄天神大牟田線でのアクセスが可能で、台数は制限あるものの駐車場もあり。近隣にはゆめタウン久留米をはじめ、コンビニエンスストアやファストフード店もある。球場の外野後方には民家が広がり、レフトスタンド後方には高良大社がある高良山を望むことが出来る。
春になると外野席を囲むように植えられた木々が桜を咲かせ、外野席は桜色に染まる。

## 施設概要
1975年竣工。鉄筋コンクリート3階建て。内野スタンドはバックネット裏上部は個別タイプのシート、その他の内野席はベンチシート。外野席は芝生席。バックネット裏には放送席・記者席、僅かながら屋根がある。内野スタンド下にブルペン、シャワー室、場内放送席、審判控室などが配置されている。外野席が非常に狭い。内野スタンド下は観客用コンコースはなく、スタンドへのアクセスは個別に設けられた階段。
スコアボードはLED式の4色で表示される電光掲示板となっており、選手名部分はフリーボードとなる。通常、スコア・選手名・審判名は橙色で表示される。国際基準のBSO表示、球速表示も可能。
照明塔は4基設置され、ナイトゲームも可能だが、プロ野球基準の照度は満たしていないため、照明設備は主に社会人野球などの試合で使用されている。

## 利用
市民早朝野球、硬式・軟式・準硬式、社会人野球、リトルリーグ・ボーイズリーグ、高校野球やシニアなど、幅広い層の野球プレーヤーに利用されている。各種大会、全国レベルの大会も開催されている。
プロ野球公式戦の開催は無いが、オープン戦は過去に数試合開催された事がある。ホークス主催のウエスタン・リーグの公式戦も年に一度開催されていたが、近年は開催されていない。
2013年9月15日にウエスタン・リーグ公式戦・福岡ソフトバンクホークス対オリックス・バファローズ戦が同球場で久々に行われた。

## 過去の改修工事
1998年に両翼91m、中堅118mのだったグラウンドを現在の広さにする工事が行われた。外野スタンドを削って広さを確保したため、当時もそんなに広くなかった外野スタンドがさらに縮小し、スタンド自体の改修や増設はされず、現在の形となった。
バックスクリーン横のライトスタンドに設置してあった手動式のスコアボードも撤去され、バックスクリーン上部に電光掲示式として新設された。現在は主流の電光掲示板だが、九州の地方球場で選手表示部分・フリーボード式の電光掲示板を導入したのは、同球場が初めてである。（ただし、藤崎台球場や新大分球場では早い段階で得点盤のみ電光化されていた）
2010年オフの改修では老朽化部分の改修および、グラウンド・スコアボードなどのリニューアル工事が行われた。
内野グラウンドを改良、ファウルグラウンドが最新の人工芝となり、バッターボックス後方に『KURUME』と描かれた。スコアボードが改良され、球速表示とBSO表示が可能になった。スコアボード・バックスクリーン・内外野のフェンスは、経年劣化で落ちた色を塗り直した。内野スタンドの金網フェンスを改修し、グラウンドが見渡しやすくなり、2013年6月に改修を終え、利用可能となった。

## 問題点
グラウンドやスコアボードの大規模改修は行われてきたものの、スタンド自体の大規模な改修工事は開場以来されておらず、座席スペースの狭さ、スタンドの老朽化も目立つ。特にスタンド中段にある通路は窮屈で、大人がやっとすれ違える程のスペースしかない。
さらにスタンド上段に昇る階段が通路に一段、出っぱりの形であるため転倒や転落する可能性が高く、非常に危険である。実際に高校野球決勝でスタンドが満員になった際、通路は人で溢れ炎天下で身動きが取れない・階段で躓くなどのトラブルもあった。
他にも選手関連設備の不備と老朽化、さらには座席個々の破損も目立つ。スタジアム全体はかなり古い球場となってしまっている。
前述の改修で外野グラウンドを広くしたため、外野スタンドは非常に狭くなり、傾斜も無いため、内野席からでもスタンドが無いようにも見える。
外野フェンス金網と外野席後ろの壁がほぼ同じ高さのため、ホームラン判定が判別しにくいケースが多々ある。過去に外野席後ろの壁に跳ね返りグラウンドに戻ってきた結果、ホームランではなくインプレー扱いになる事件も起きた。
当球場は外野フェアグラウンドが広い(右左中間が深い)ため、非常にホームランが出にくいため、アマチュア選手にとってはシビアなグラウンドである。
東京ドームやホームランテラス設置後のPayPayドームのように両翼からセンターまで直線にする案を提唱する個人や団体、チームも多い。同球場の開場は1975年で、1978年開場の横浜スタジアムよりも古い。
開場から30年以上40年近く経過し、経年劣化による改善点が多いため維持費も膨らみ続けている。
内野スタンドなどの基本構造は開場当時のままで、バリアフリー対策は全くされていない。そのため、上記の通路の狭さや危険箇所のため、高齢者や身体障害者などのハンディキャップのある人は観戦するのは非常に困難である。さらには耐震性・耐久性なども問われている。
施設の大幅な改善を要求している団体やチーム、市の有識者も存在する。しかし久留米市はこの点には着手せず、長年放置され続けている。2013年から冬～春にかけて小規模な改修(防水対策)などは行われている。

## プロ野球開催実績

### オープン戦
- 1980年3月8日　西武ライオンズ3-19近鉄バファローズ 観衆11,000
- 1981年3月7日　西武ライオンズ7-4近鉄バファローズ
- 1982年3月8日　西武ライオンズ16-7南海ホークス
- 1984年3月14日　日本ハムファイターズ2-2ヤクルトスワローズ
- 1987年3月18日　日本ハムファイターズ0-5広島東洋カープ
- 1988年3月15日　日本ハムファイターズ11-3近鉄バファローズ 観衆2,000
- 1989年3月8日　福岡ダイエーホークス3-5中日ドラゴンズ

### ウエスタン・リーグ公式戦
- 2001年8月25日 サーパス神戸2-7福岡ダイエーホークス 勝 田中総司 敗 小林宏 本 出口雄大 盗 田中雅興(SK),荒金久雄,大野隆治(H)
- 2013年9月15日　福岡ソフトバンクホークス7-3オリックス・バファローズ 観衆1,850
- 2015年6月23日　福岡ソフトバンクホークス2-4広島東洋カープ

## エピソード
1980年代に河島英五らを招いて野外ライブが行われたことがある。
1996年のダイエー対広島のオープン戦では、当時広島の江藤智、金本知憲、ルイス・ロペス、前田智徳、ダイエーの松永浩美と計5本の本塁打が出たが、全て場外本塁打だった。試合は広島が勝利。